# BYD Su Rui
Der BYD Su Rui (chinesisch 速锐) ist eine zwischen 2012 und 2018 angebotene Limousine der Mittelklasse des chinesischen Automobilherstellers BYD Auto, einer Tochtergesellschaft des BYD-Konzerns. International wurde sie als F5 Suri vermarktet.

## Geschichte
Das Fahrzeug wurde auf der Beijing Auto Show im April 2012 noch als F3 Su Rui vorgestellt. Von den internationalen Medien wurde es teilweise auch als F3 Plus bezeichnet. Es kam in China im August 2012, ohne F3 im Modellnamen als Su Rui, in den Handel. 2015 wurde die Limousine überarbeitet. Unter dem Namen BYD e5 kam dieselbe Karosserie im Jahr 2016 als Elektroauto auf den Markt

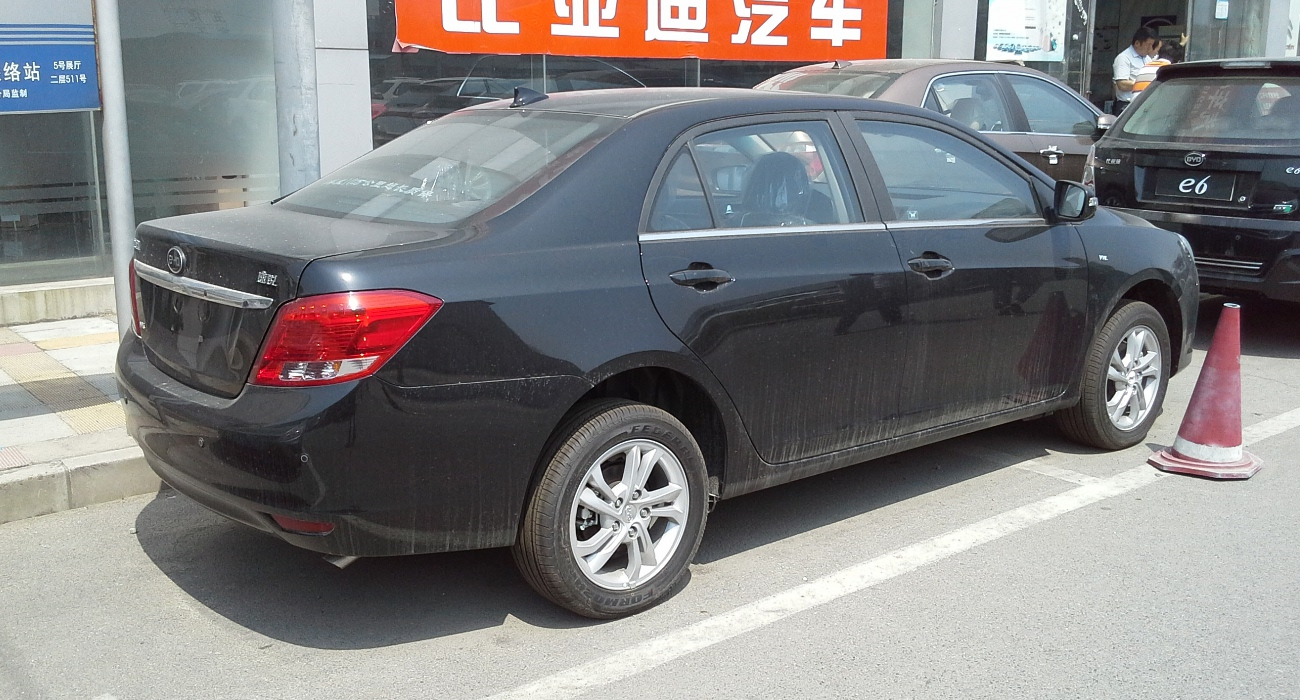
Heckansicht
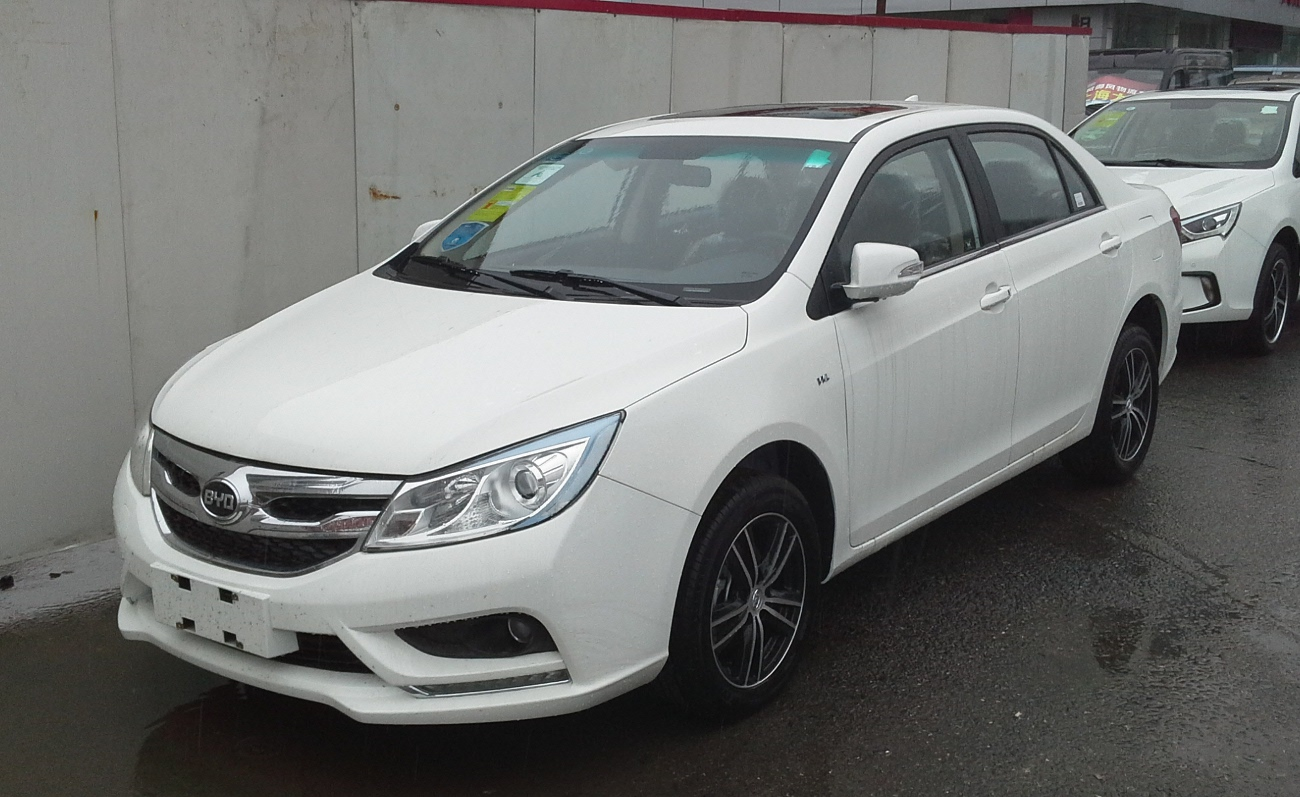
BYD Su Rui (seit 2015)
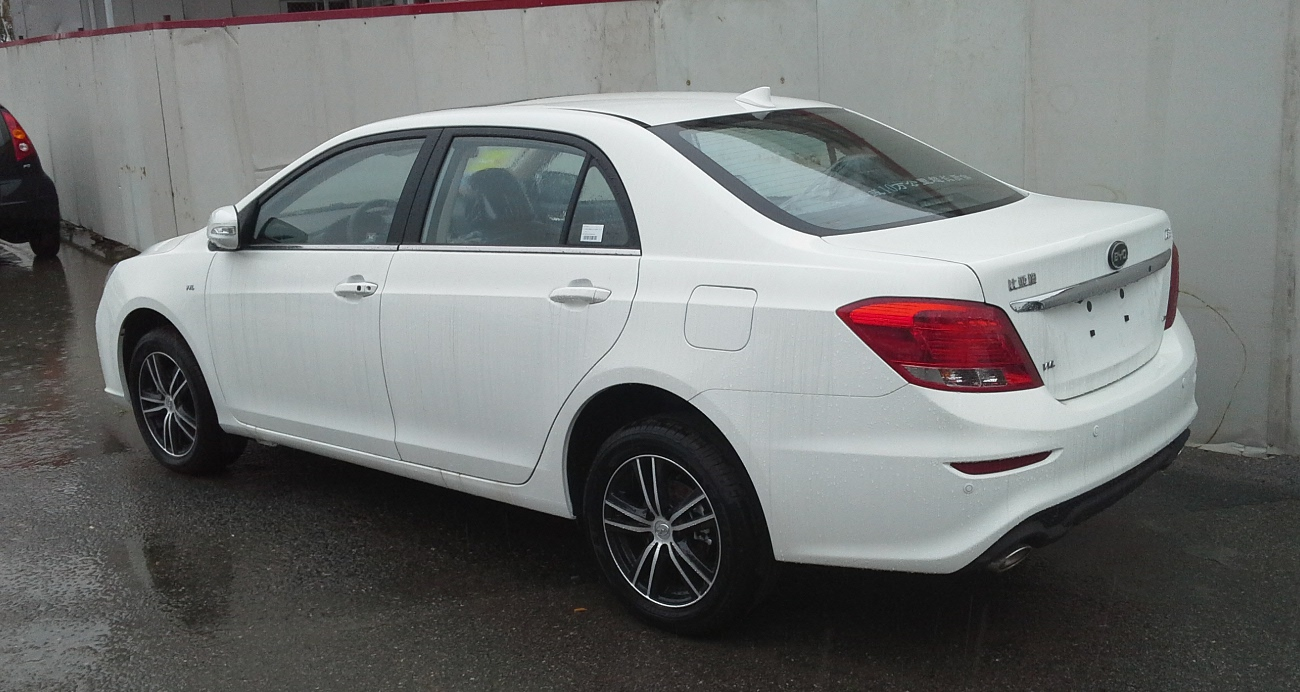
Heckansicht
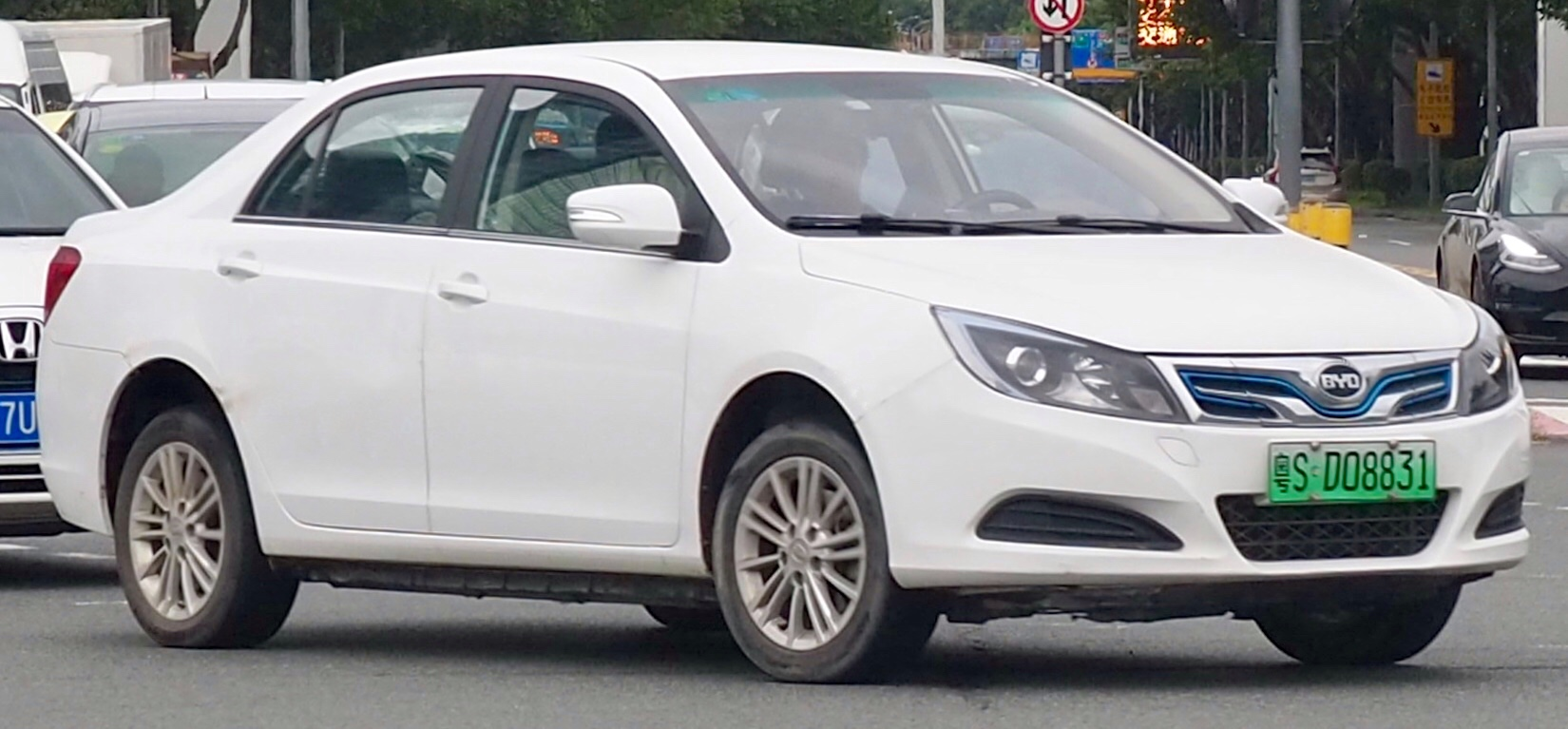
BYD e5 (seit 2016)

## Technik
Das Fahrzeug war laut Aussage des Herstellers im Jahr 2012 das erste (Serien-)Auto in voller Größe, das fernsteuerbar ist. Von außen kann über eine Fernbedienung mit bis zu 20 m Reichweite eine Vorwärts- und Rückwärtsbewegung mit einer Geschwindigkeit von maximal 2 km/h veranlasst werden, es kann nach beiden Seiten gelenkt werden und Komfortfunktionen für den Innenraum können angesteuert werden.

### Antrieb
Die beiden zum Marktstart verfügbaren 1,5-Liter-Ottomotoren mit vier in Reihe angeordneten Zylindern leisten wahlweise maximal 80 kW (109 PS) oder 113 kW (154 PS); die Höchstgeschwindigkeiten betragen 170 km/h bzw. 190 km/h. Der mit Benzindirekteinspritzung und Turbolader ausgerüstete leistungsstärkere Motor wurde 2015 eingestellt; er konnte mit einem Sechsgang-Schaltgetriebe und einem Sechsgang-Doppelkupplungsgetriebe kombiniert werden. Der Saugmotor ist nur mit Fünfgang-Schaltgetriebe erhältlich. Von der Motorleistung unabhängig ist das Fahrzeug nur mit Vorderradantrieb kaufbar.

### Sicherheit
Im Jahr 2013 wurde das Fahrzeug den Crashtests nach C-NCAP unterzogen, dabei wurde eine Gesamtwertung von fünf Sternen mit einer Gesamtpunktezahl von 56,5 vergeben. Die Punktezahlen in den Untertests sind: 15,59 Punkte im Frontalversuch mit 100 % Überdeckung, 15,1 Punkte bei dem Versuch frontal mit 40 % Überdeckung, 17,84 Punkte bei dem Seitenaufprallversuch und 7,06 Punkte im Schleudertraumatest.

## Technische Daten
|                                            | 1.5                   | 1.5TID                           |
| ------------------------------------------ | --------------------- | -------------------------------- |
| Bauzeitraum                                | 08/2012–06/2018       | 08/2012–03/2015                  |
| Motorkenndaten                             |                       |                                  |
| Motorart                                   | Ottomotor             | Ottomotor                        |
| Motorbauart                                | R4                    | R4                               |
| Gemischaufbereitung                        | Saugrohreinspritzung  | Benzindirekteinspritzung         |
| Motoraufladung                             | —                     | Turbolader                       |
| Hubraum                                    | 1497 cm³              | 1497 cm³                         |
| max. Leistung bei min−1                    | 80 kW (109 PS) / 5800 | 113 kW (154 PS) / 5200           |
| max. Drehmoment bei min−1                  | 145 Nm / 4800         | 240 Nm / 1750–3500               |
| Kraftübertragung                           |                       |                                  |
| Antrieb, serienmäßig                       | Vorderradantrieb      | Vorderradantrieb                 |
| Getriebe, serienmäßig                      | 5-Gang-Schaltgetriebe | 6-Gang-Schaltgetriebe            |
| Getriebe, optional                         | —                     | 6-Stufen-Doppelkupplungsgetriebe |
| Messwerte                                  |                       |                                  |
| Höchstgeschwindigkeit                      | 170 km/h              | 190 km/h                         |
| Beschleunigung, 0–100 km/h                 | k. A.                 | 9,5 s                            |
| Kraftstoffverbrauch auf 100 km, kombiniert | 6,5 l Super           | 6,5 l Super                      |
| Tankinhalt                                 | 50 l                  | 50 l                             |